# San Chirico Nuovo
San   Chirico Nuovo község (comune) Olaszország Basilicata régiójában, Potenza megyében.

## Fekvése
A megye keleti részén fekszik. Határai: Albano di Lucania, Tolve és Tricarico.

## Története
A település a 10. század második felében alapították bizánciak, akik a fővárosban dúló képrombolás miatt kényszerültek menekülni. Miután a normannok elfoglalták Dél-Itáliát és létrehozták a Szicíliai Királyságot, a tricaricói grófoknak lett alárendelve. A 19. század elején, amikor a Nápolyi Királyságban felszámolták a feudalizmust, önálló község lett.

## Népessége
A népesség számának alakulása:

## Főbb látnivalói
- San Giovanni Battista-templom
- San Nicola di Bari-templom